# Laiphognathus multimaculatus
Laiphognathus multimaculatus es una especie de pez de la familia Blenniidae en el orden de los Perciformes.

## Morfología
• Los machos pueden llegar alcanzar los 4 cm de longitud total.

## Reproducción
Es ovíparo.

## Hábitat
Es un pez de mar y de clima tropical.

## Distribución geográfica
Se encuentra a lo largo del África Oriental hasta Inhaca (Mozambique), y, en dirección este, hasta Nueva Guinea, las Islas Salomón y el Japón.